# 100
Aquesta pàgina és per a l'any. Per al nombre, vegeu cent.

## Esdeveniments
Països Catalans
- Es comença l'explotació de les pedreres de marbre de Tortosa.

Resta del món
- Inici de la compilació del Kama Sutra.